# Ginásio Olímpico Galatsi
O Ginásio Olímpico Galatsi (também conhecido como Galatsi Olympic Hall)  foi construído em 2004,  e serviu como sede dos eventos de tênis de mesa e ginástica rítmica nos Jogos Olímpicos de Verão de 2004.
Após as Olimpíadas, o estádio foi usado como casa do clube AEK Atenas, antes do mesmo mudar-se para o Olympic Indoor Hall, também usado nos Jogos Olímpicos. Desde então, foi comprado pela Acropol Haragionis AE e Sonae Sierra SGPS, SA, que converteu o ginásio em um centro comercial e de varejo.

## Ligações Externas
Galatsi Arena «@ Stadia.gr» Verifique valor |url= (ajuda) (em inglês)
Predefinição:Instalações olímpicas da ginástica